# Зирас
Зи́рас (латыш. Ziras, ранее Зирген, Gut Sirgen) — населённый пункт в Вентспилсском крае Латвии. Административный центр Зирской волости. Расстояние до города Вентспилс составляет около 29 км.
По данным на 2015 год, в населённом пункте проживало 192 человека. Есть волостная администрация и дом культуры.

## История
Территорию волости образуют бывшие поместья Зирген (Sirgen), Вензау (Wensau), Tервенден (Terwenden), Фельдхольф на левом берегу Венты.
В конце XII века здесь жили курши, в ходе католической колонизации Прибалтики эти земли были включены в Курляндское епископство.
В 1617 году территория отошла к округу Пилтене, а после продажи Курляндского герцогства России в 1795 году стала частью Курляндской губернии.
В ходе аграрной реформы 1920 года баронские поместья были разделены на 237 хозяйств. В 1935 году в волости было 1227 жителей, в том числе 96,5 % латышей, 2,5 % балтийских немцев и 0,4 % eвреев.
В советское время населённый пункт стал центром Зирского сельсовета Вентспилсского района.  На территории волости также был образован посёлок Сисе.
В селе располагался колхоз «Лиекне», ряд хозяйств вошли в другой колхоз -- "Красное знамя" (“Sarkanais karogs”) с центром в Сисе, которые в 1960-е годы были объединены. Они обрабатывали всю территорию бывшей Зираской волости, небольшую часть Эдольской (в окрестностях Теранде) и Пилтенской, на левом берегу Венты.

## География
Зирас находится на равнине вдоль левого берега Венты, протекающей по глубокой долине и имеющей ширину 50-130 метров и среднюю глубину 1,5 метра. Берег реки достигает 6 метров высотой.
С запада посёлок омывает Ужава, которая впадает в Балтийское море.
Самые крупные водоемы - это озеро Вендзава (площадь 7,8 га) и водохранилище Кюли (2,8 га). Большое Сарнатское болото примыкает к посёлку с  запада, а с юга—крупные лесные массивы.

## Достопримечательности
Археологическими памятниками государственного значения считаются могильники Ратниеки и Сисе. В Ратниеках найдена гравировка на кости, считающаяся старейшим образцом изобразительного искусства на восточном побережье Балтики.
Культурно-историческую ценность имеют также застройка поместья Теранде (Тервенден): дворец (1856), хлев (середина XIX в.), дом для прислуги (1889); Вендзава – дворец и парк площадью 2 га; охотничий дворец "Лиепас" ( вторая половина XIX в.); бывшая корчма Силача (Speķkrogs, конец XIX в.); одно из старейших крестьянских хозяйств Мазпушли (Mazpūšļi, 1874).

## Выдающиеся люди
На хуторе Мельки в поместье Зирген 12 (24) апреля 1891 года родился выдающийся российский и советский военачальник, генерал-полковник Макс Андреевич Рейтер.  В мае 1986 года в посёлке был установлен памятник генералу.